# Armida (Haydn)
Armida (Hob. XXVIII/12) è un'opera seria (dramma eroico) in tre atti di Franz Joseph Haydn, composta nel 1784 su un libretto di autore non dichiarato, ispirato ad episodi della Gerusalemme liberata di Torquato Tasso.

## Vicenda storica
La prima rappresentazione avvenne il 26 febbraio 1784 presso il teatro di Eszterháza, il palazzo che il principe Nicola Esterházy si era fatto costruire a Fertőd, nell'attuale Ungheria, dove il compositore risiedeva come Kapellmeister del principe. Il libretto, la cui redazione o il cui assemblaggio sono spesso attribuiti a Nunziato Porta, impresario teatrale al servizio anch'egli del principe, costituisce in effetti la riproposizione quasi completa di quello anonimo già musicato da Antonio Tozzi nel 1775, sotto il titolo di Rinaldo, con il finale ripreso invece dall'Armida di Giovanni Bertati intonata da Johann Gottlieb Naumann nel 1773. Il testo utilizzato da Tozzi era a sua volta largamente basato su un precedente fortunato libretto, anch'esso intitolato Armida, redatto nel 1770 da Jacopo Durandi per Pasquale Anfossi, e ripreso poi da altri compositori di primo piano. Durandi è stato spesso accreditato tout court come autore del libretto haydniano.
L'opera continuò a essere rappresentata presso gli Esterházy per ben cinquantaquattro repliche dal 1784 al 1788, rivelandosi così come il più fortunato dei melodrammi di Haydn. Durante la vita dell'autore fu anche eseguita a Presburgo (Bratislava), Budapest, Torino e Vienna. Haydn stesso considerava Armida la sua opera migliore. L'opera in seguito scomparve dal repertorio lirico internazionale fino a quando fu ripresa nel 1968 prima con una esecuzione in forma di concerto a Colonia, e poi con una produzione scenica a Berna. Essa fu quindi incisa in studio dalla Philips, nel quadro della registrazione di molte delle opere di Haydn, per la bacchetta di Antal Doráti e con Jessye Norman come protagonista. La prima dell'opera negli Stati Uniti ebbe luogo nel 1981 al Palace Theatre di Manchester, New Hampshire, con una produzione diretta da Peter Sellars e un'ambientazione contemporanea nel quadro della guerra del Vietnam.
Karl Geiringer fece osservare come Haydn abbia adottato i "principi e metodi" di Christoph Willibald Gluck in questa opera, e come l'ouverture da sola racchiuda la trama intera dell'opera in termini puramente strumentali. Secondo John A. Rice, l'opera di Haydn contiene qua e là richiami al Giulio Sabino di Sarti, eseguito al teatro di Eszterháza nel 1783.

## Ruoli
| Ruolo                       | Voce    | Cast della Prima 26 febbraio 1784 (Direttore: Joseph Haydn) |
| --------------------------- | ------- | ----------------------------------------------------------- |
| Armida, una maga            | soprano | Metilda Bologna                                             |
| Rinaldo, un cavaliere       | tenore  | Prospero Breghetti                                          |
| Zelmira, complice di Armida | soprano | Costanza Valdesturla                                        |
| Idreno, re dei Saraceni     | basso   | Paolo Mandini                                               |
| Ubaldo, amico di Rinaldo    | tenore  | Antonio Specioli                                            |
| Clotarco, un cavaliere      | tenore  | Leopoldo Dichtler                                           |

L'opera è orchestrata per flauto, due oboi, due clarinetti, due fagotti, due corni/trombe, timpani, archi, basso continuo.

## Trama

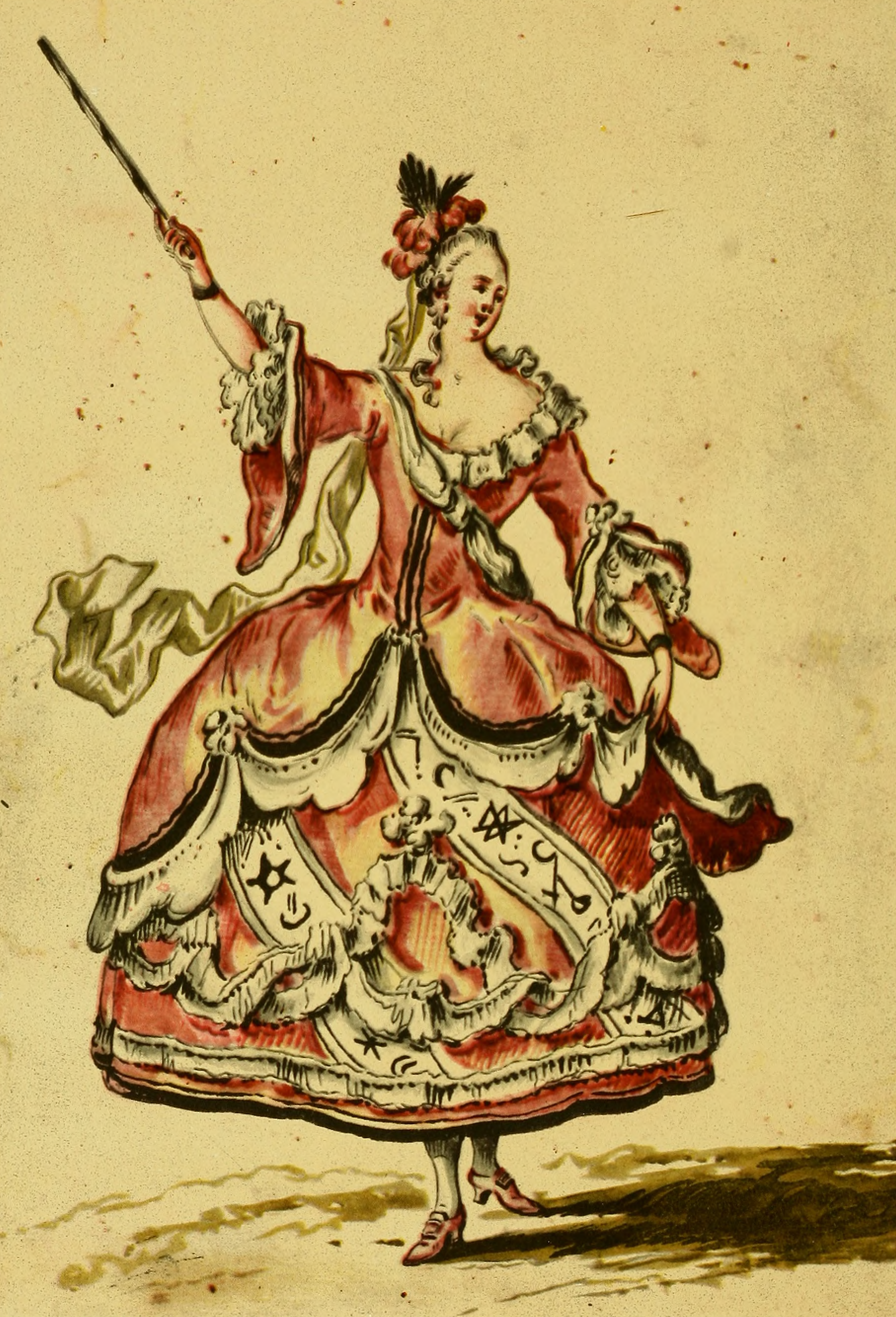
Bozzetto di costume (Armida) per le rappresentazioni di Armida a Esterháza

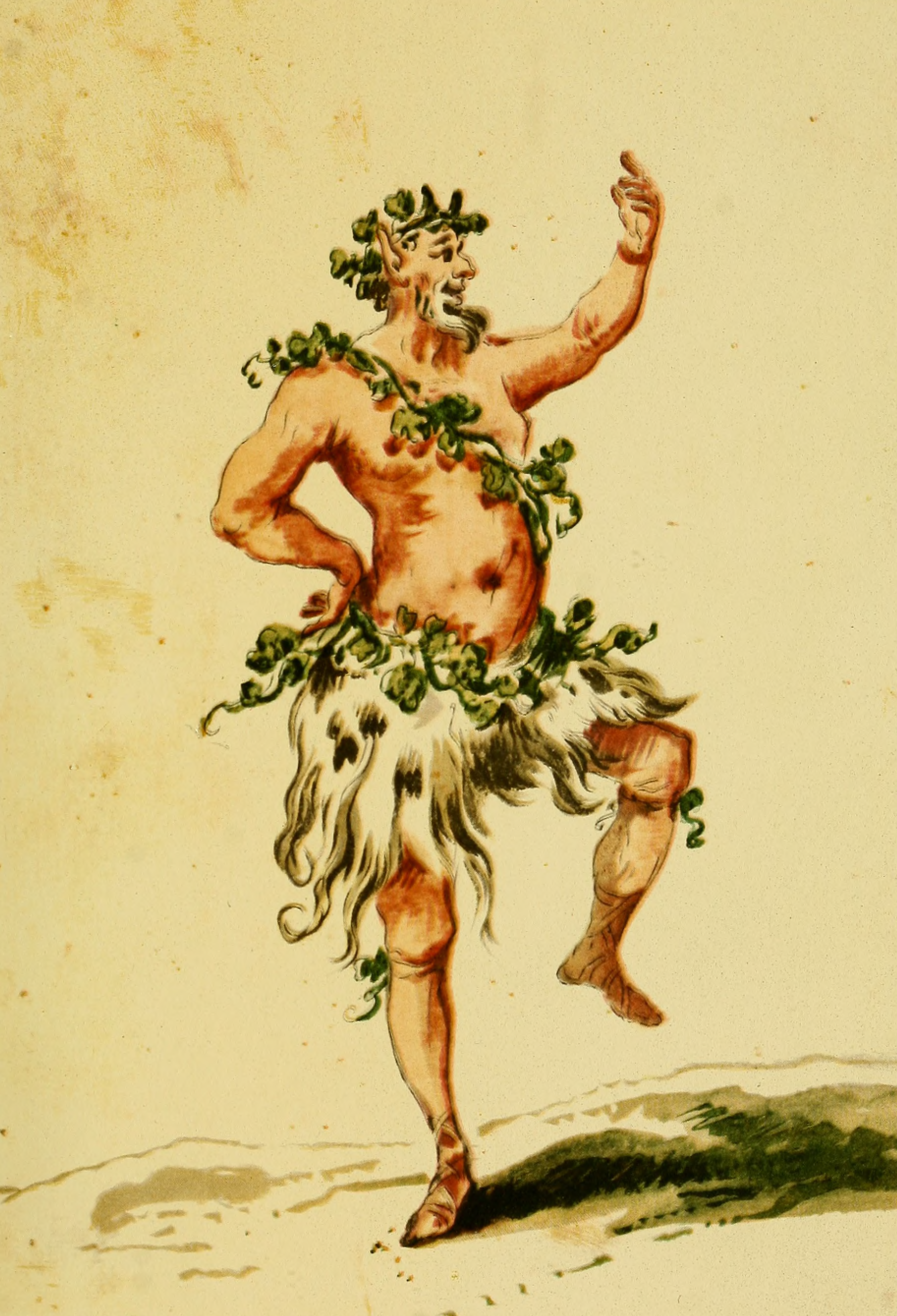
Bozzetto di costume (Fauno) per le rappresentazioni di Armida a Esterháza

Per evitare la cattura di Gerusalemme da parte dei cavalieri della Prima Crociata, il Principe delle Tenebre ha inviato la maga Armida nel mondo per sedurre gli eroi cristiani e distoglierli dal loro dovere. Il più coraggioso di questi, Rinaldo, è caduto sotto l'incantesimo di Armida, ma ella si innamora così profondamente di lui da non avere la forza di distruggerlo.

### Atto 1
Scena 1. Una camera di consiglio nel palazzo reale di Damasco. Re Idreno è allarmato perché i crociati hanno attraversato il fiume Giordano. La maga pagana Armida sembra aver trionfato sui crociati, ma teme che la sua conquista non sia completa senza l'amore del cavaliere cristiano Rinaldo. Ora Rinaldo è ossessionato da Armida e promette di lottare contro i suoi compagni Cristiani; in caso di vittoria il re Idreno gli offre il regno e la mano di Armida. Armida prega per la salvezza di Rinaldo.
Scena 2. Una montagna ripida, con fortezza di Armida in cima. I cavalieri Ubaldo e Clotarco piano per liberare Rinaldo dalle grinfie di Armida. Idreno manda Zelmira, la figlia del sultano d'Egitto, per irretire i cristiani, ma imbattendosi in Clotarco lei si innamora di lui e gli offre di condurlo in salvo.
Scena 3. Appartamenti di Armida. Rinaldo ammira il coraggio dei cavalieri che si avvicinano. Ubaldo avverte Rinaldo a diffidare del fascino di Armida e lo rimprovera per aver abbandonato il suo dovere di cristiano. Anche se pieno di rimorso, Rinaldo non è in grado di sfuggire all'incanto di Armida.

### Atto 2
Scena 1. Un giardino nel palazzo di Armida. Zelmira non riesce a dissuadere Idreno da pianificare un'imboscata contro i crociati. Idreno finge di accettare la richiesta di Clotarco che i cavalieri cristiani incantati da Armida siano liberati. Con riluttanza, Rinaldo se ne va con Ubaldo. Armida esprime la sua furia.
Scene 2. Il campo dei Crociati. Ubaldo dà il benvenuto a Rinaldo, che si prepara per andare in battaglia. Armida prega per un rifugio e per l'amore di Rinaldo. Rinaldo parte per la battaglia con Ubaldo e gli altri soldati.

### Atto 3
Scena 1: Un buio boschetto proibito, con un grande albero di mirto. Rinaldo, sapendo che l'albero detiene il segreto dei poteri di Armida, entra nel bosco con l'intenzione di abbatterlo. Appare Zelmira con un gruppo di ninfe e cercano di convincerlo a tornare da Armida. Mentre sta per colpire il mirto Armida, scarmigliata, appare da esso e lo affronta. Armida non ce la fa ad ucciderlo; Rinaldo colpisce l'albero e il bosco magico svanisce.
Scena 2: Il campo dei crociati. I crociati si preparano per la battaglia contro i Saraceni. Appare Armida, giurando di perseguitare Rinaldo ovunque. Come Rinaldo si allontana, lei invia un carro infernale dietro Rinaldo.

## Registrazioni
- 1978: Jessye Norman, Claes-Håkan Ahnsjö, Norma Burrowes, Samuel Ramey, Robin Leggate, Anthony Rolfe Johnson; Lausanne Chamber Orchestra; Antal Doráti, conductor; Philips 6769 021
- 2000: Cecilia Bartoli, Christoph Prégardien, Patricia Petibon, Oliver Widmer, Scot Weir, Markus Schäfer; Concentus Musicus Wien; Nikolaus Harnoncourt, conductor; Teldec 81108-2[11]